# Runar Brännlund
Erik Runar Brännlund, född 8 september 1957 i Sorsele församling i Västerbottens län, är en svensk nationalekonom och professor vid Umeå universitet.
Brännlunds forskning är inriktad på miljö- och naturresursfrågor. Han har medverkat i ett flertal offentliga utredningar inom dessa områden, bland annat som huvudsekreterare i Skatteväxlingskommittén och som expert i Klimatkommittén och Skattenedsättningskommittén.
I boken Grön Skatteväxling diskuterar Brännlund de energi- och miljöskatter som Sverige och andra länder infört. Han drar slutsatsen att den svenska skatteväxlingsstrategin bör omprövas och ersättas med större ansträngningar för att fördjupa och bredda systemet med utsläppsrättigheter.
Brännlund invaldes 2009 som ledamot av Ingenjörsvetenskapsakademien.